# John J. Herrick
John Jerome Herrick (Warren, 23 de junio de 1920 - 2 de agosto de 1997) fue un oficial de la Armada de los Estados Unidos que se desempeñó como comandante del USS Maddox durante el incidente del golfo de Tonkín en agosto de 1964. Herrick dio la orden de devolver el fuego contra tres lanchas patrulleras del Viet Cong.
En 2005, un estudio histórico interno de la Agencia de Seguridad Nacional fue desclasificado; concluyó que el USS Maddox se había enfrentado con la marina norvietnamita el 2 de agosto. El informe indicaba, con respecto al primer incidente del 2 de agosto, que «a las 1500G, el Capitán Herrick ordenó a los equipos de armas de Ogier que abrieran fuego si los barcos se acercaban a menos de diez mil yardas. Alrededor de 1505G, el Maddox disparó tres rondas para advertir a los barcos comunistas. Esta acción inicial nunca fue informada por la administración Johnson, que insistió en que los barcos vietnamitas dispararon primero».

## Biografía
Herrick nació en Warren, Minnesota, hijo de James Orival Herrick y Lillian (Cowley) Herrick, donde su padre era agente de depósito para el Ferrocarril de la Línea Soo. Asistió a la Universidad de Wisconsin - Superior antes de ingresar en la Academia Naval de los Estados Unidos. En su etapa en la academia, recibió el apodo de Jiglig.
El 1 de mayo de 1948, en La Jolla, California, se casó con Geraldine Kane (1921-2003), la hija de un dentista retirado de la Marina. Tuvieron tres hijos y una hija.
Durante la guerra de Corea, se desempeñó como comandante de los barcos de desembarco (cohetes medianos). 
Murió en 1997 y fue enterrado en el Cementerio Nacional de Santa Fe en Nuevo México. 
El hermano mayor de Herrick, Curtis J. Herrick (1909-1971) fue general en el Ejército de los Estados Unidos.